# Valle Verde (Texas)
Valle Verde es un lugar designado por el censo ubicado en el condado de Webb en el estado estadounidense de Texas. En el Censo de 2010 tenía una población de 0 habitantes y una densidad poblacional de 0 personas por km².

## Geografía
Valle Verde se encuentra ubicado en las coordenadas 27°40′47″N 99°12′4″O / 27.67972, -99.20111. Según la Oficina del Censo de los Estados Unidos, Valle Verde tiene una superficie total de 0.51 km², de la cual 0.51 km² corresponden a tierra firme y (0%) 0 km² es agua.

## Demografía
Según el censo de 2010, había 0 personas residiendo en Valle Verde. La densidad de población era de 0 hab./km². De los 0 habitantes, Valle Verde estaba compuesto por el 0% blancos, el 0% eran afroamericanos, el 0% eran amerindios, el 0% eran asiáticos, el 0% eran isleños del Pacífico, el 0% eran de otras razas y el 0% pertenecían a dos o más razas. Del total de la población el 0% eran hispanos o latinos de cualquier raza.